# 跳台滑雪
跳台滑雪，是一項於跳台上的冬季運動項目，是現代冬季奧運項目之一。它要求運動員借助速度和彈跳力沿跳台下滑，使身體躍入空中，運動員會於空中飛行一段時間後，再落在地上滑行，成績以跳台和落點間的距離計算。

## 歷史
跳台滑雪與不少冬季運動都是源於北歐的挪威。它的起源之說有三個。
第一個說法是跳台滑雪本来是一種刑罰，古時的挪威會把犯人從雪山推下，使犯人從斷崖中飛向半空，最後讓犯人摔死。
第二個說法是，有一位挪威運動員在1860年以同樣的方法滑行，並成功著陸，這就是跳台滑雪的鼻祖。
第三個説法則是有兩位挪威農民於奧斯陸中的全國滑雪比賽中表演了跳台飛躍的動作，後來在當時的政府加以推廣之下，成為一項熱門的冬季運動。跳台滑雪逐漸普及，於第一屆冬季奧運中成為了正式的比賽項目，但只設男子個人和團體項目，直至2012年才正式加入女子個人項目。
夏季也可以於賽道上進行跳台滑雪，賽事軌道是瓷製的，斜坡上的草皮會覆蓋浸水的塑料。最高層級的夏季賽事為1994年創辦的FIS跳台滑雪大獎賽。

## 冬季奧運的跳台滑雪
跳台滑雪是在1924年首度被列入冬季奧運的正式比賽項目之一。在1964年冬季奧運前，跳台滑雪的高度未被統一，每屆的跳台高度也有所不同。在此之後，跳台的高度也有統一。當中共有三個級別，分別為70米、90米與120米三種高度，也規定跳台助滑道的坡度為35至40度，長度為80至100米左右。現時冬季奧運中的跳台滑雪小項包括了個人70米、個人90米與團體120米。

### 個人賽
在跳台滑雪的個人項目中，分為個人70米以及個人90米。每位運動員需要跳兩次，裁判會按照距離和姿勢作出評分，則為「距離分」和「姿勢分」，得到成績，並以運動員兩次的得分作排列，分數愈高，排名愈高。
所謂的「姿勢分」是指由5位裁判由最低的從0分到20分，從運動員由開始起動至落地時的「準確性」、「完美性」、「穩定性」和「整體穩定性」作出評分，並把最佳和最差的成績去掉，將剩下的3個分數相加起來，得出「姿勢分」的最終成績。
而「距離分」是運動員著陸後距離原定目標的數目，若運動員於「K點」（原定目標）著陸，則得到60分底分。若運動員在著陸後未能到達「K點」，則會將距離乘以每米分值(1米兩分)從底分倒扣。但如超過原定目標的「K點」，則會將距離乘以每米分值，得分將額外增加。總成績將由「姿勢分」與「距離分」加總後得出，分數最高者為勝利者。

### 團體賽
在團體賽方面，每隊都有4位運動員，而每位運動員都需要跳兩次，一隊中共跳8次，4位運動員的「距離分」和「姿勢分」會作出合併，得分最高的一隊為優勝隊伍。而其「距離分」和「姿勢分」的計算方法與個人賽的計分方式沒有不同。

## 世界紀錄
由於跳台滑雪是以跳台助滑道的角度和起跳端的仰起角度等不同，加上自然條件，如：風向、風速以及雪質等在不同時候會有所不同，因此，跳台滑雪只有最佳成績，並沒有世界紀錄。

## 外部連結
- eSkijumping.com - 跳台滑雪